# 18-я кавалерийская дивизия
18-я кавалерийская дивизия — соединение кавалерии РККА, созданное во время Гражданской войны в России 1918—1920 годов. Являлось манёвренным средством в руках фронтового и армейского командования для решения оперативных и тактических задач.
В марте 1921 года под командованием Жлобы 18-я кавалерийская дивизия совершила трудный переход через Кодорский перевал.
17 марта 1921 года в Батуме началось организованное большевиками восстание против правительства Грузии, которое в ночь с 17 на 18 марта бежало, была провозглашена советская власть, 19 марта 1921 года в Батум вступила 18-я кавалерийская дивизия РККА РСФСР. Турецкие войска отошли на линию границы, описанную в российско-турецком Московском договоре 1921 года (подтверждена как государственная граница ССР Грузии 13 октября 1921 года Карсским договором).

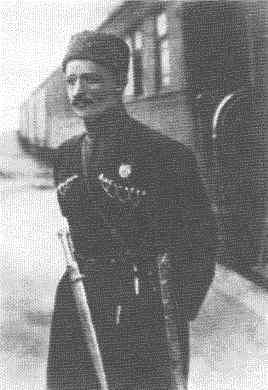
Д. П. Жлоба

## Командный состав 18-й кавалерийской дивизии
18-я кавалерийская дивизия

### Начальники дивизии
- Куришко Пётр Васильевич — с 23 марта 1920 года по 2 июня 1920 года, с 26 июня 1920 года по 18 февраля 1921 года[1]
- Орлов Иосиф Павлович, врид — с 2 июня 1920 года по 26 июня 1920 года[1]
- Савин Николай Алексеевич, врид — с 18 февраля 1921 года по 1 марта 1921 года[1]
- Жлоба Дмитрий Петрович — с 1 марта 1921 года по 14 мая 1921 года[1]

### Военкомы дивизии
- Кулешов Александр Данилович — с 24 марта 1920 года по 31 мая 1920 года, с 23 августа 1920 года по 29 ноября 1920 года[1]
- Свиридов Иван Андреевич — с 31 мая 1920 года по 23 июля 1920 года[1]
- Базегский Григорий Иванович — с 6 декабря 1920 года по 23 декабря 1920 года[1]
- Андреев Георгий Петрович — с 23 декабря 1920 года по 14 мая 1921 года[1]

### Начальники штаба дивизии
- Лебедев Николай Сергеевич, врид — с 23 марта 1920 года по 28 марта 1920 года, с 21 ноября 1920 года по 8 января 1921 года[1]
- Кадников Пётр Николаевич, врид — с 28 марта 1920 года по 25 апреля 1920 года[1]
- Коваленко Василий Павлович — с 25 апреля 1920 года по 6 июля 1920 года[1]
- Лушпаев Василий Фёдорович, врид — с 6 июля 1920 года по 30 июля 1920 года[1]
- Овчинников Нестор Емельянович — с 30 июля 1920 года по 25 сентября 1920 года[1]
- Забегалов Николай Яковлевич — с 25 сентября 1920 года по 21 ноября 1920 года[1]
- Найденов Иван Александрович — с 8 января 1921 года по 14 мая 1921 года[1]